# E58号線
E58号線 (E58ごうせん、英: European route E58) はヨーロッパを東西に結ぶ欧州自動車道路のAクラス幹線道路。
オーストリアのウィーンを基点にロシアのロストフ・ナ・ドヌまでを結ぶ。

## 経路

### 経過する主要都市
- オーストリア
  - E49号線,E59号線,E60号線,E461号線 - ウィーン
- スロバキア
  - E65号線,E75号線,E571号線,E575号線 - ブラチスラヴァ
  - E77号線,E571号線 - ズヴォレン
  - E50号線,E71号線,E571号線 - コシツェ
- ウクライナ
  - E50号線,E573号線 - ウージュホロド
  - E50号線,E81号線,E471号線 - ムカチェヴォ
- ルーマニア
  - E81号線 - ハルメウ（英語版）
  - E85号線 - スチャヴァ
  - E583号線 - ヤシ
- モルドバ
  - E583号線 - スクレニ（英語版）
  - E581号線,E584号線 - キシナウ
- ウクライナ
  - E87号線,E95号線,E581号線 - オデッサ
  - ムィコラーイウ
  - E97号線 - ヘルソン
  - メリトーポリ
- ロシア
  - タガンログ
  - E50号線,E115号線 - ロストフ・ナ・ドヌ